# Hail to the King
Hail to the King is het zesde studioalbum van de Amerikaanse band Avenged Sevenfold.
Dit is het eerste album van de band zonder invloed van overleden bandlid The Rev. Het is ook het eerste album waarop Arin Ilejay op drums is te horen. Het album kwam op 23 augustus 2013 uit. Het is geproduceerd door Mike Elizondo en is de opvolger van Nightmare, dat in 2010 verscheen.

## Nummers
1. "Shepherd of Fire" - 5:23
2. "Hail to the King" - 5:04
3. "Doing Time" - 3:27
4. "This Means War" - 6:09
5. "Requiem" - 4:23
6. "Crimson Day" - 4:57
7. "Heretic" - 4:55
8. "Coming Home" - 6:26
9. "Planets" - 5:56
10. "Acid Rain" - 6:40

Bonusnummer:
- "St. James" - 5:01

## Bezetting
- M. Shadows, zang
- Synyster Gates, sologitaar
- Zacky Vengeance, slaggitaar
- Arin Ilejay, drums
- Johnny Christ, basgitaar